# Вайцзеккер, Карл Генрих
Карл Генрих Вайцзеккер (нем. Carl Heinrich Weizsäcker; 11 декабря 1822, Эринген — 13 августа 1899, Тюбинген) — протестантский богослов.

## Биография
Родился Карл 11 декабря 1822 года. Его родителями были Кристиан Людвиг Вайцзеккер (1785—1831) и София Рёссле (1796—1864). Карл был вторым из трёх детей в семье. У него было два брата: Хуго (1820—1834) и Юлий (1828—1889).
Изучал евангелическую теологию в Тюбингенском университете. Главный капеллан при дворе Вюртембергского короля Вильгельма I. С 1861 года — профессор церковной истории в Тюбингенском университете, занял кафедру своего учителя — Фердинанда Христиана Баура. В 1890 году Вайцзеккер стал канцлером университета и занимал этот пост до своей смерти. Как канцлер университета Тюбингена, с 1890 по 1899 год входил во Вторую палату Вюртембергского ландтага.
Вайцзеккер был одним из ведущих представителей историко-критической школы. Его основная работа — Das apostolische Zeitalter der christlichen Kirche. С 1840 года — член созданного в Тюбингенском университете исторического королевского общества Roigel.
Умер 13 августа 1899 года, в Тюбингене.

## Брак и дети
Был женат на Августе Софии Дам (1824—1884). У супругов родилось четверо детей:
- София Августа Вайцзеккер (18 августа 1850—1915), была замужем за Адольфом фон Бильфингером (1846—1902). У них было четверо детей. Их сын Карл Бильфингер, известный юрист.
- Карл Хуго Вайцзеккер (25 февраля 1853 — 2 февраля 1926), премьер-министр Вюртемберга с 1906 по 1918 годы. Был женат на Пауле фон Мейбом (1857—1947). У них было четверо детей.
- Мария Августа Вайцзеккер (2 июля 1857 — 2 апреля 1939), была замужем за Паулем фон Брунсом (1846—1916). У них было двое сыновей.
- Юлия Вайцзеккер (1861—1944), была замужем за двоюродным братом Юлием Хуго Вайцзеккером (1861—1939). Детей у них не было.

## Награды и звания
- 1862: Почётный доктор (доктор теологии honoris causa) Тюбингенского университета
- 1877: Командор ордена Вюртембергской короны с получением личного дворянства
- 1894: Государственный советник
- 1897: Тайный советник
- 1897: Почётный доктор (доктор философии honoris causa и Dr. jur. h.c.) Тюбингенского университета